# تپه دایران
تپه دایران مربوط به دوران‌های تاریخی پس از اسلام است و در شهرستان مریوان، بخش مرکزی، دهستان کوماسی، روستای سورکه ول واقع شده و این اثر در تاریخ ۷ اسفند ۱۳۸۶ با شمارهٔ ثبت ۲۱۵۱۵ به‌عنوان یکی از آثار ملی ایران به ثبت رسیده است.